# Tchad tại Thế vận hội
Tchad đã liên tục tham gia các kỳ Thế vận hội Mùa hè được tổ chức trong các khoảng thời gian từ 1964 đến 1972 và từ 1984 đến nay, dù chưa lần nào giành huy chương. Tchad chưa từng gửi vận động viên (VĐV) tới Thế vận hội Mùa đông.
Cơ quan phụ trách về Olympic của Tchad được thành lập năm 1963 và được công nhận năm 1964.

## Bảng huy chương

### Huy chương tại các kỳ Thế vận hội Mùa hè
| Thế vận hội           | Số VĐV        | Vàng          | Bạc           | Đồng          | Tổng số       | Xếp thứ       |
| 1896–1960             | không tham dự | không tham dự | không tham dự | không tham dự | không tham dự | không tham dự |
| Tokyo 1964            | 2             | 0             | 0             | 0             | 0             | –             |
| Thành phố México 1968 | 3             | 0             | 0             | 0             | 0             | –             |
| München 1972          | 4             | 0             | 0             | 0             | 0             | –             |
| Montréal 1976         | không tham dự |               |               |               |               |               |
| Moskva 1980           | không tham dự |               |               |               |               |               |
| Los Angeles 1984      | 3             | 0             | 0             | 0             | 0             | –             |
| Seoul 1988            | 6             | 0             | 0             | 0             | 0             | –             |
| Barcelona 1992        | 4             | 0             | 0             | 0             | 0             | –             |
| Atlanta 1996          | 4             | 0             | 0             | 0             | 0             | –             |
| Sydney 2000           | 2             | 0             | 0             | 0             | 0             | –             |
| Athens 2004           | 2             | 0             | 0             | 0             | 0             | –             |
| Bắc Kinh 2008         | 2             | 0             | 0             | 0             | 0             | –             |
| Luân Đôn 2012         | 2             | 0             | 0             | 0             | 0             | –             |
| Rio de Janeiro 2016   | 2             | 0             | 0             | 0             | 0             | –             |
| Tokyo 2020            | chưa diễn ra  |               |               |               |               |               |
| Tổng số               | Tổng số       | 0             | 0             | 0             | 0             | –             |